# うたう!大龍宮城
『うたう!大龍宮城』（うたう だいりゅうぐうじょう）は、1992年1月5日から同年12月27日までフジテレビ系列で放映された特撮テレビ番組。東映不思議コメディーシリーズ第13作。全51話。

## 概要
地球環境の汚染によって壊滅的な被害を受けた竜宮城の乙姫らが人間界にやってきて、様々な騒動を巻き起こすコメディドラマ。エド山口、斉藤暁ら多くの役者が魚介類を擬人化したキャラクターを演じ、スラップスティックコメディの世界を繰り広げる。
浦島太郎をモチーフにしており、日本のテレビドラマとしては珍しい本格的なミュージカル仕立てになっており、ストーリーをスラップスティックの積み重ねで勧めていくという手法となっているのが本作品の最大の特徴である。日笠淳は「ファミリー路線が続く中で新しい方向性を打ち出しそうということで、プロデューサーの石原隆から「とにかくミュージカルをやりましょう」とあったと述べている。最初は無謀な挑戦であると弱腰であった日笠だが、前作に引き続きメインライターの浦沢義雄とともに不条理で奇抜なコメディを構築していった。内容に相応しい奇抜なコミックソングも多いが、音楽監督の本間勇輔は主題曲やエンディングなどではストリングスを駆使した本格的ブロードウェイ調も披露、日本の映像ミュージカルという非常に類例の少ない分野に正面から切り込んだ。また中山と同じ桜っ子クラブさくら組のメンバーだった菅野美穂、後に『重甲ビーファイター』で活躍する葉月レイナも主役の乙姫役の候補に挙がっていたという。
本作は企画書決定稿の存在が定かではなく、確認されている仮企画書のタイトルは「乙姫パニック（仮）」であり、内容も大きく異なっている。またミュージカル仕立てにするといった基本的な部分もこの段階では存在しなかった。さらに第1話脚本は、表題に『乙姫ピンピン』第1話「危ない芸能リポーター」と書かれたバージョンもあり、直前までこのタイトルが番組名として付いていたと思われる。
全作品を書き上げた浦沢義雄が度々本作品に愛着があることをインタビューで語っていること、石原隆もラジオにて本作品に特別に言及するなど作り手側に非常に思い入れの深いシリーズであったようだが、視聴率面では3クール目以降一桁台が多発し苦戦。前番組『不思議少女ナイルなトトメス』では13.4%だった平均視聴率が10.1%に減少してしまう結果になった。後半は若干ではあるが以前までのバトル物の要素もある。

## あらすじ
勉強嫌いの浦島タローはある日、テレビでおなじみの芸能レポーターに文句をつけられているタクシー運転手の亀山海吉（正体はカメ）を助けたことにより、海の中にいる乙姫のもとへ連れて行かれる。しかし、龍宮城は海洋リゾート開発で海が汚染され崩壊してしまっていた。乙姫はタローに助けを求める。一方、タローの父親は1年間のフィジー転勤を迫られていた。いつも勉強を押し付ける母親もフィジーでのリゾート生活に乗り気で「タローの面倒を見てくれる人がいれば夫婦揃ってフィジーに行ける」とグチをこぼす。そこでタローは勉強から逃げられることと少しばかりのいやらしい気持ちで乙姫に保護者として浦島家に住みこんでもらうことを提案し、両親は揃って家を空け乙姫との生活が始まった。しかし、思いも虚しく乙姫の両親の鯨大王と珊瑚女王も同居することに。乙姫一家は浦島家での生活を通じ、散り散りになった龍宮城の生き物たちと再会するが、彼らは人間社会での暮らしで心がすさんでいた。龍宮城で歌い、踊っていたころと同じように歌い、踊り、彼らを純粋な心に改心させていく。同時に人間の世界とその心も理解してゆく。

## 登場人物
乙姫
龍宮城の主。浦島タローに亀山海吉を助けてもらったついでに、崩壊した龍宮城から自分も助けてもらうようタローにお願いをし、浦島家に住み込む。常に散り散りになった龍宮城の魚介類のことを気にかけ、行方を捜し、さらに生活相談や就職相談も行っている。龍宮城の魚介類と会うときには軍服風の正装をまとう。向学心旺盛な一面があり、龍宮城最大の掟である「勉強をすると素直に遊べなくなるので、勉強はしてはいけない」に反発している。龍宮城を再建するのが夢。浦島家では掃除やお菓子作りもする。姉にタイがいるが、姉は龍宮城の継承権を放棄している。
19話より「人生は二度ない、三度ある。崩壊した龍宮城の主、乙姫！」の名乗り口上を使う。
龍宮城の魚介類は寿司が天敵で見るだけで足腰が立たなくなったり、毒気にやられ気絶する。
最終回で遂に龍宮城の復活を成し遂げ、両親らと共に龍宮城へ帰ったものの、「人間が海を汚染しないように、もう少し見張る」という名目で再び浦島家に居候したところで、物語は幕を閉じる。
イメージカラーはホワイト。
浦島 タロー
浦島家の息子。小学5年生（中盤で6年生に進級）。両親の代わりに保護者になってくれる乙姫一家を自宅に居候させ同居する。勉強が嫌いだが、乙姫が勉強を教えてもらいたがるため勉強せざるを得なくなり、偏差値が少し上がる。少々スケベで可愛い女の子にめっぽう弱い。また、勉強と同じように芸能レポーター（後に芸能プロダクション社長）の前川（演：山崎大輔、第1・3・27・32・37話に登場）が大嫌い。
友達合わせて四人の乙姫に対する感情とスケベ心は劇中歌「この世にまさしく」で歌われる。男友達連中ともども、乙姫（と可愛い女の子）の匂いを嗅ぐのが好き。
イメージカラーはレッド。
キヨシ
タローの友達。太目の少年。年上のかわいい女の子に弱くスケベだが、その心の中には勇気、信頼、正義感を秘めており、タローら四人組の中では実はかなりまとも。
イメージカラーはイエロー。
トオル
タローの友達。メガネをかけている少年。母親と死別しており、大酒飲みの父親と二人暮らしであるせいか、少々人生を達観している。父親の影響で酔っ払いが嫌い。
イメージカラーはピンク。
マサヒコ
タローの友達。痩せている少年。しょっちゅう初恋をしており、優しい看護婦（ブリ）・給食のおばさん・緑のおばさん・文房具屋のおばあちゃんと守備範囲は広い。
イメージカラーはグリーン。
東 シンコ
タローと仲のよい女の子。タローのことが好きだが、タローが周りに冷やかされるのを嫌がって一緒にいてくれなくなり、不満を感じている。寿司屋「東鮨」の次女であり、家業は天敵だが仲は良い。姉の名は東スジコ。
鯨大王
乙姫の父親。龍宮城の再建は乙姫に任せ、妻の珊瑚女王と一緒にいつもどこかに遊びに出かける。乙姫を溺愛する一方で、魚介類やタローたちと一緒に遊ぶ面倒見の良い人物。弟がサバで父親はサンマ。
都合が悪くなると他人に責任転嫁する悪癖があり、王としての器はそれほどでもない。
珊瑚女王
乙姫の母親。鯨大王といつも遊びに出かけるが、しっかり家事もしている。鯨大王と同じく面倒見の良い人物だが、割と激しやすい性格。夫婦関係はかかあ天下。
終盤では復讐も兼ねて丸藤商事を乗っ取り、最終回では乙姫の行動に怒り、鯨大王と共に亀山を新しい竜宮城の乙姫に指名したことで争乱を招いてしまう。
亀山 海吉
正体はウミガメ。龍宮城の魚介類しか乗せないカメマークが付いたタクシー運転手であり、乙姫一家の世話役。歌以外では言葉を発せられないが、龍宮城の面々には言いたいことが理解できる。腕っ節が強い。タクシーの車種はグロリアY30でナンバーは「龍宮55あ12-12」
浦島 ヒロシ
タローのパパ。「丸藤商事」の課長で、宇田川直美の娘婿。リゾート開発を主導しており、結果的に龍宮城を崩壊させた開発の直接の担当者であることが明かされる。妻の母親にして会長である直美の命令により、第1話で早々にフィジーへ海外赴任した。
浦島 ケーコ
タローのママで宇田川直美の娘。息子にひたすら勉強を押し付ける一方で、遊び歩いたり家事をまともにしないなど、自分にはとても甘い。「海外で思い切り遊べるから」と夫の海外赴任について行く気満々で、乙姫がやって来たのをこれ幸いと、早々にフィジーへ行った。
宇田川 直美
一流商事会社「丸藤商事」の会長であり、タローの祖母。祖母の会社で父が主導しているリゾート開発で龍宮城が崩壊し、龍宮城の魚介類はそれを恨んでいるため、タローは祖母の地位が龍宮城の面々に知られるのを回避しようとするが…。劇中には第18話から登場する。
娘であるケーコを溺愛しているため、彼女のわがままを簡単に許容するほど甘いものの、本当は家事が大好きでかなりの料理上手であることが最終回で明かされる。また、最終回で鯨大王と珊瑚女王に己のこれまでの行いを謝罪し、彼らと和解する。
OPでは「タローのおばあちゃん」とクレジットされている。
東 正夫
シンコのパパで寿司屋「東鮨」の板前。
UFO
乙姫に恋した謎の未確認飛行物体。人間体の時は頭にUFOが付いた金色全身タイツ姿。自分が乙姫の子供を産みたいため、乙姫に執拗に迫る。
"ひ"を"し"と発音するので、"おとしめ""未確認しこう物体"と言う。
ナレーター
サブタイトルに使用された魚介類の説明のみ行う。特に食材として説明に重点を置き、調理法や味、個人的な好みを言う。物語中のナレーションはタローが行う。

## 乙姫の能力
玉手箱の笛
ペンダントを変化させたピンク色の横笛（前期オープニングテーマでのみ赤色）。吹き口がピンク色の貝で出来ている。音を聞かせた相手を若返らせたり、歳を取らせることが出来る。また、汚れた心を浄化したり雷を呼ぶなど様々な魔法を使える。
ブレスレット
左手にはめられている。ホタテ貝のマークが付いている。相手に近づけると元の生き物を当てたり、状態を診断してくれる。
コンパクト
指輪を6ヶ所にしまえ、5種類の指輪が入っている。6つ目はいつも乙姫がはめている。指輪には海のミネラルが詰まっており、弱った魚介類の指にはめることで体調を回復させる。
マント
正装で着用しているマント。名乗りを上げた後、相手に被せ目くらましに使うほか、なびかせて強風を起こす。
平和なハープ
乙姫しか奏でられない、貝の形をしたピンク色の小型ハープ。音色を聞くと穏やかな心になる。また、玉手箱の笛と同様に様々な魔法が使える。選ばれし者が選ばれし処で選ばれし時に奏でると龍宮城が復活する伝説がある。第30話から登場。
笛
乙姫がタローに渡した巻貝型のスライド笛。音色は必ず乙姫に届き、タローが乙姫に連絡する時に吹く。第35話から登場。

## キャスト
- 乙姫 - 中山博子
- 浦島タロー - 大野修平
- キヨシ - 杉内竜太
- トオル - 菊地大助
- マサヒコ - 藤田豪
- 東シンコ - 若松恵(第3話、第7話、第17話、第34話、第48話、第49話)
- 鯨大王 - エド山口
- 珊瑚女王 - ティナ・グレース
- 亀山海吉 - 斉藤暁
- 東正夫 - 中沢青六(第3話、第17話、第34話、第49話)
- 浦島ヒロシ - 木場勝己(第1話、第13話、第34話、第50話、第51話)
- 浦島ケーコ - 山口詩史(第1話、第13話、第34話、第50話、第51話)
- 宇田川直美 - 三條美紀(第18話、第22話、第26話、第28話、第30話、第33話、第36話、第38話、第41話、第50話、第51話)
- UFO - 螢雪次朗(第24話、第31話、第35話、第51話)
- ナレーター - 岡部政明

## スタッフ
- 企画 - 石原隆、高橋松徳（フジテレビ） / 木村京太郎（読売広告社） / 小林義明（東映）
- 原作 - 石ノ森章太郎（連載 - テレビマガジン、てれびくん、テレビランド、ぴょんぴょん）
- 脚本 - 浦沢義雄
- 撮影 - 大沢信吾、利根川曻、林迪雄(J.S.C.)
- 照明 - 大須賀国男、上原福松、関口弥太郎
- 美術 - 宮崎淳一、中本孝史(T.S.P)
- 録音 - 岡田忠直
- 編集 - 阿部嘉之
- 記録 - 宮本衣子、森美禮、阿部伸子、安藤豊子、宮瀬淳子
- 計測 - 佐藤政美、高田謙一
- 助監督 - 河田章、北出和也、田部井稔
- 選曲 - 秋本彰
- 効果 - 原田サウンド
- 整音 - 川島一郎
- ネガ編集 - 菊地恵子
- 装置 - 江田豊
- 装飾 - 鈴木里美、塩満義幸(装美社)
- 衣裳 - 鈴木いづみ、深野明美(東京衣裳)
- 美粧 - 上村恵(サンメイク)
- クレイイラスト(第34話〜) - 林恭三
- キャラクターコーディネーター - 小佐野聡（石森プロ）
- キャラクターコスチューム - 山影幸子
- アクションアドバイザー - 岡田勝（大野剣友会）
- 振付 - 土居甫、吉田美津子
- 音楽 - 本間勇輔
- 協力 - 映画工房、オーエイギャザリング、ニチエンプロダクション、日本ビジュアル、小学館の学習百科図鑑、ピノチオこども服、京急油壺マリンパーク、船の科学館、EDWIN、SOMETHING
- 現像 - 東映化学
- 制作主任 - 小迫進、藤沢克則
- 制作担当 - 鈴木勝政、大櫛敬介
- プロデューサー - 日笠淳、西村政行、髙寺成紀（東映）
- 監督 - 坂本太郎、佐伯孚治、岩原直樹、村山新治
- 制作 - フジテレビ、東映、読売広告社（同社はノークレジット扱い）

## 主題歌
| 使用箇所           | 使用回数 | 曲名                   | 作詞           | 作曲     | 編曲              | 歌手                                                            | レーベル       |
| ------------------ | -------- | ---------------------- | -------------- | -------- | ----------------- | --------------------------------------------------------------- | -------------- |
| オープニングテーマ | 全51話   | 龍宮城でシュビドゥワー | あさくらせいら | 本間勇輔 | 本間勇輔 丸山和範 | タイム・ファイブ 伊東恵里                                       | 日本コロムビア |
| エンディングテーマ | 全51話   | フィナーレ             | あさくらせいら | 本間勇輔 | 本間勇輔 丸山和範 | リュー・グー・フォー(中山博子 エド山口 ティナ・グレース 斉藤暁) | 日本コロムビア |

## 劇中歌
番組オリジナル曲 作詞 - 浦沢義雄 / 作曲・編曲 - 本間勇輔
「目を閉じて」
歌 - 中山博子、斉藤暁
「ログマ イタコタ」
歌 - 中山博子、大野修平
「哀しみと空き缶」
歌 - 梅垣義明、エド山口
「メソメソ」
歌 - リュー・グー・フォー＆タキトマ・シャウフ
『タキトマ』はタロー・キヨシ・トオル・マサヒコの頭文字
「ラブ ラブ ラブ」
歌 - ティナ・グレース、中山博子
「ウニ!ハイ!」
歌 - エド山口、他
「この世にまさしく」
歌 - 大野修平、他
放送版では実在の商品名が入っており、CDでは収録できないためCD版では歌詞が変更されている。
「私は哀しい」
歌 - 柴田理恵、他
「美しい心」
歌 - 大野修平、他
「一番街に」
歌 - 螢雪次朗、真珠貝シスターズ、エド山口
「美しい心Part II」
歌 - 中山博子、斉藤暁
「選ばれし者」
歌 - 獄道優子、他
「魚が笑った」
歌 - タキトマ、六平直政 他
「シーラカンスは昔」
歌 - エド山口、他
CD版は歌詞の一部が削除、2番は改変されている。
「するする」
歌 - エド山口、斉藤暁、他
「ピーター!」
歌 - リュー・グー・フォー
「私はヒラマサ」
歌 - 大場健二、タキトマ
「コバンザメは昔」
歌 - エド山口、ティナ・グレース、斉藤暁
「清らかな調べ」
歌 - タキトマ
「スケトウダラ」
歌 - タキトマ
特別劇中歌
「サーフィン・JAPAN」
作詞 - 長戸大幸 / 作曲 - 織田哲郎 / 編曲 - 池田大介・Mi-Ke Project / 歌 - Mi-Ke（第30話冒頭）
「ホンダラ行進曲」
歌 - エド山口
「雪の渡り鳥」
歌 - 野添義弘

## 放送リスト
| 放送日         | 話数 | 題                 | ゲスト | 監督     |
| -------------- | ---- | ------------------ | --- | -------- |
| 1992年01月05日 | 1    | カメ               | - 芸能レポーターの前川（山崎大輔） | 坂本太郎 |
| 1月12日        | 2    | タコ               | - タコ（如月舞） | 坂本太郎 |
| 1月19日        | 3    | イカ               | - イカ（三谷悦代） - シンコの姉（池田美里） | 佐伯孚治 |
| 1月26日        | 4    | サバ               | - サバ（池田成志） | 佐伯孚治 |
| 2月02日        | 5    | アジ               | - アジ（本間恵理） | 岩原直樹 |
| 2月09日        | 6    | ウニ               | - 芸能レポーターの前川（山崎大輔） - ウニ（梅垣義明） - （高橋和恵） | 岩原直樹 |
| 2月16日        | 7    | フグ               | - フグ（柴田理恵） - フグ太（大崎晃一） | 坂本太郎 |
| 2月23日        | 8    | タイ               | - タイ（吉野真弓） - サーファー（井上智之） | 坂本太郎 |
| 3月01日        | 9    | サメ               | - サメ（榎沢佐季子） - 深海魚の親方（斉藤真） - （大導寺俊典） | 佐伯孚治 |
| 3月08日        | 10   | ブリ               | - ブリ（遠藤眞希） - （嶽道優子） - ブリの元の声（鈴木みえ） | 佐伯孚治 |
| 3月15日        | 11   | カキ               | - 娘のカキ（前田利恵） - カキの母（土屋美穂子） | 岩原直樹 |
| 3月22日        | 12   | エイ               | - エイ（きくち英一） - 東南アジア、キヨナ王国の王子（井上拓） - 変装中の王子の声（声・上野めぐみ） - 浅草寺の観音様（江崎玲奈）                                                                  | 岩原直樹 |
| 3月29日        | 13   | シャコ             | - シャコ（高月忠） | 村山新治 |
| 4月05日        | 14   | マグロ             | - マグロ博士（永田博丈） | 村山新治 |
| 4月12日        | 15   | クラゲ             | - お好み焼き屋（赤星昇一郎） - デンキクラゲ／感電男（及川ヒロオ） - （二階堂美由紀） - （松尾晶代）                                                                                              | 坂本太郎 |
| 4月19日        | 16   | サヨリ             | - サヨリ（内田さゆり） - 熱帯魚（わたる哲平） | 坂本太郎 |
| 4月26日        | 17   | カツオ             | - カツオ（亀丘理絵） | 岩原直樹 |
| 5月03日        | 18   | サンマ             | - サンマ（奥村公延） - 魚屋（岡田勝） - （小島隆史） | 岩原直樹 |
| 5月10日        | 19   | アサリ             | - アサリ（信達谷圭） - ガードマン（上田真士） | 佐伯孚治 |
| 5月17日        | 20   | ヒラメ             | - ヒラメ（速水渓） - 聖なるザ・カルシウム（マルセ太郎） | 佐伯孚治 |
| 5月24日        | 21   | アワビ             | - アワビ（植村喜八郎） - （曽我部夫佐子） - （飯笹広美） | 村山新治 |
| 5月31日        | 22   | イワシ             | - イワシ（森田真知子） - 重役（横山あきお） - 秘書（小林理恵） | 村山新治 |
| 6月07日        | 23   | ナマコ             | - ナマコ（ブッチャー） - （篠崎はるく） - （川口文丈） | 岩原直樹 |
| 6月14日        | 24   | ウツボ             | - ウツボ（日埜洋人） - 偏差値の低そうな女子中学生（中島紀江、大山澄子、増沢美和子、原田郁恵） | 岩原直樹 |
| 6月21日        | 25   | カサゴ             | - カサゴ／怪人・麺類の母（室井滋） - ラーメン（声・千葉繁） - （亀山助清） - （長谷有洋） | 村山新治 |
| 6月28日        | 26   | ヒトデ             | - ヒトデ（永田耕一） - 社員（ケニー・高岡、内田修司） | 村山新治 |
| 7月05日        | 27   | マンボウ           | - マンボウ（ただのあっ子） - 芸能プロダクション社長の前川（山崎大輔） | 佐伯孚治 |
| 7月12日        | 28   | イセエビ           | - タローの叔父（芹沢正和） - イセエビ（新井令子） - （橋本紀代子） - （市原めぐみ） | 佐伯孚治 |
| 7月26日        | 29   | ヤドカリ           | - 総集編 | 岩原直樹 |
| 8月02日        | 30   | アイナメ           | - アイナメ（川岸晋也） - 丸藤商事のOL（江川みゆき） | 岩原直樹 |
| 8月09日        | 31   | トビウオ           | - トビウオ（野添義弘） | 村山新治 |
| 8月16日        | 32   | カワハギ           | - カワハギ（盛本真理子） - 芸能プロダクション社長の前川（山崎大輔） - シンデレラ（瀬尾智美） - 眠れる森の美女（渡辺ユキノ） - ヘンゼル（冨田千晴） - グレーテル（冨田晃代） - 人魚姫（山下眞季） | 村山新治 |
| 8月23日        | 33   | ハマグリ           | - 部長（石井愃一） - ハマグリ（小松正一） | 佐伯孚治 |
| 8月30日        | 34   | ヒラマサ           | - ヒラマサ（大場健二） | 佐伯孚治 |
| 9月06日        | 35   | アカガイ           | - アカガイ（大島宇三郎） - 馬鹿な女子中高生（平山美花、梶井澄、山口梨詠） | 岩原直樹 |
| 9月13日        | 36   | イシモチ           | - 龍宮亭イシモチ（平光琢也） - 社長（佐原健二） | 岩原直樹 |
| 9月20日        | 37   | タチウオ           | - タチウオ（渡辺いっけい） - 芸能プロダクション社長の前川（山崎大輔） - 主婦（みやこがわ弥生）                                                                                                   | 坂本太郎 |
| 9月27日        | 38   | フジツボ           | - フジツボ（上野めぐみ） - （木村修） - （藤山健剛） | 坂本太郎 |
| 10月04日       | 39   | ホタテガイ         | - 市川ホタテガイ之丞（亀山助清） - 八百屋さん（大林隆之介） - （松相敏夫） - （渡部るみ） | 村山新治 |
| 10月11日       | 40   | コバンザメ         | - コバンザメ（日向明子） - 偽農協（井上博一） - 歌って踊れる野菜（声・山口純平、大沢つむぎ、鈴木みえ、長谷有洋、木澤智之）                                                                       | 村山新治 |
| 10月18日       | 41   | ウミタナゴ         | - ウミタナゴ（うちやまきよつぐ） | 岩原直樹 |
| 10月25日       | 42   | ホタルイカ         | - ホタルイカ／偽宇宙人（中村花子） - 海辺の美女（柴田康子） - （麦林浩子） | 岩原直樹 |
| 11月01日       | 43   | ムツゴロウ         | - ムツゴロウ／宿題洗濯童子（小須田康人） - 小学生（石橋剣道、小林麻衣子） | 坂本太郎 |
| 11月08日       | 44   | タラバガニ         | - タラバガニ（六平直政） - ボラ（渡部るみ） - ヤリイカ（佐藤法義） - ハゼ（秋山忠彦） | 坂本太郎 |
| 11月15日       | 45   | スズメダイ         | - スズメダイ（石井洋祐） - ベース（声・くじら） - ヴァイオリン（声・鈴木麻巳） - ギャング（竜咲隼人）                                                                                            | 岩原直樹 |
| 11月22日       | 46   | シーラカンス       | - シーラカンス（大河内浩） - 案山子（酒井敏也） - 柿の木（声・亀山助清） | 岩原直樹 |
| 11月29日       | 47   | スケトウダラ       | - 白鳥座（朝倉ゆかり） - スケトウダラ（廣瀬昌亮） | 佐伯孚治 |
| 12月06日       | 48   | プランクトン       | - ナマズの座長（牧口元美） - プランクトン（菊地彩美） - フナ（竹田倫克） - コイ（梅村達也） | 佐伯孚治 |
| 12月13日       | 49   | イソギンチャク     | - イソギンチャク（井田州彦） - イソギンチャクの恋人（周栄良美） | 村山新治 |
| 12月20日       | 50   | タツノオトシゴ     | - タツノオトシゴ（沢田浩二） - 謎の天女（伊藤真美） - 受付嬢（柾木良子） | 村山新治 |
| 12月27日       | 51   | リュウグウノツカイ | - リュウグウノツカイ（伊藤真美） | 村山新治 |

## 放送局
| 放送対象地域   | 放送局             | 放送期間                | 放送日時           | 系列           | 備考       |
| -------------- | ------------------ | ----------------------- | ------------------ | -------------- | ---------- |
| 関東広域圏     | フジテレビ         | 1992年1月5日 - 12月27日 | 日曜 9:00 - 9:30   | フジテレビ系列 | 制作局     |
| 北海道         | 北海道文化放送     | 1992年1月5日 - 12月27日 | 日曜 9:00 - 9:30   | フジテレビ系列 |            |
| 岩手県         | 岩手めんこいテレビ | 1992年1月5日 - 12月27日 | 日曜 9:00 - 9:30   | フジテレビ系列 |            |
| 新潟県         | 新潟総合テレビ     | 1992年1月5日 - 12月27日 | 日曜 9:00 - 9:30   | フジテレビ系列 |            |
| 長野県         | 長野放送           | 1992年1月5日 - 12月27日 | 日曜 9:00 - 9:30   | フジテレビ系列 |            |
| 石川県         | 石川テレビ         | 1992年1月5日 - 12月27日 | 日曜 9:00 - 9:30   | フジテレビ系列 |            |
| 福岡県         | テレビ西日本       | 1992年1月5日 - 12月27日 | 日曜 9:00 - 9:30   | フジテレビ系列 |            |
| 山形県         | 山形テレビ         | 約2か月遅れ             | 水曜 16:30 - 17:00 | フジテレビ系列 | [ 注釈 3 ] |
| 宮城県         | 仙台放送           | 1992年2月 - 3月         | 金曜 16:00 - 16:30 | フジテレビ系列 |            |
| 静岡県         | テレビ静岡         |                         | 金曜 17:00 - 17:30 | フジテレビ系列 |            |
| 岡山県・香川県 | 岡山放送           | 1992年9月頃             | 金曜 16:00 - 16:30 | フジテレビ系列 |            |
| 広島県         | テレビ新広島       |                         | 木曜 16:30 - 17:00 | フジテレビ系列 |            |
| 佐賀県         | サガテレビ         |                         | 木曜 16:30 - 17:00 | フジテレビ系列 |            |
| 熊本県         | テレビ熊本         |                         | 水曜 16:30 - 17:00 | フジテレビ系列 |            |
| 京都府         | KBS京都            | 約半月遅れ              | 月曜 18:30 - 19:00 | 独立局         |            |
| 兵庫県         | サンテレビ         | 約1か月遅れ             | 月曜 19:00 - 19:30 | 独立局         |            |

## 映像ソフト化
- 2008年7月21日発売の「石ノ森章太郎 生誕70周年 DVD－BOX」に第1話が収録されている。
- 2012年6月21日からDVD化。全5巻。

## ネット配信
- 東映特撮 YouTube Official：2017年6月26日 - 12月25日、2019年11月11日 - 2020年5月11日

## コミカライズ
- 玉井たけし（小学館「ぴょんぴょん」）
- 滝沢ひろゆき（徳間書店「テレビランド」）

## 音楽CD
龍宮城でシュビドゥワー／フィナーレ
発売日: 1992年2月1日、販売元：日本コロムビア
主題歌とエンディングテーマを収録したシングル。
うたう!大龍宮城 オリジナル・ソング・コレクション
劇中歌を収録したアルバムの第1弾。
発売日：1992年8月1日、販売元：日本コロムビア
うたう!大龍宮城 オリジナル・ソング・コレクションII
発売日：1992年11月01日、販売元：日本コロムビア
劇中歌を収録したアルバムの第2弾。
東映魔法少女大集合
発売日：1995/10/21
不思議コメディーシリーズ美少女編全6作の主題歌をカラオケ音源と共に収録したオムニバスCD。
シングルCD収録の2曲を再録。
特撮ヒロイン＆ファンタジー主題歌・挿入歌大全集
発売日：2004年10月20日、発売元：コロムビアミュージックエンターテイメント
東映不思議コメディシリーズの11作品の主題歌、挿入歌を収録した3枚組のオムニバスアルバム。
上記の単独アルバムより全曲を再録。